# آلندیل، ویکتوریا
آلندیل (به انگلیسی: Allendale) یک شهرک در استرالیا است که در ویکتوریا (استرالیا) واقع شده‌است.